# Borough royal de Kingston upon Thames
Pour les articles homonymes, voir Kensington.
Le borough royal de Kingston upon Thames (en anglais : Royal Borough of Kingston upon Thames) est un borough du Grand Londres. Plus ancien borough royal d'Angleterre, il est l'un des seuls boroughs londoniens (avec celui de Kensington et Chelsea et plus récemment, Greenwich) à porter ce titre honorifique. L'actuel borough, fondé en 1965 par fusion des districts municipaux de Kingston upon Thames (alors déjà un borough royal) avec ceux de Malden and Coombe et Surbiton dans le Surrey, compte 175 470 habitants en 2018.

## Géographie
Le borough est composé de Berrylands, Chessington, Coombe, Hook, Kingston upon Thames, Kingston Vale, Malden Rushett, Motspur Park, New Malden, Norbiton, Old Malden, Surbiton et Tolworth.